# Сражение при Принстоне
Сражение при Принстоне (англ. Battle of Princeton) — одно из сражений кампании в Нью-Йорке и Нью-Джерси, которое произошло около Принстона 3 января 1777 года, во время Войны за независимость США. Джордж Вашингтон задумывал очистить от противника штат Нью-Джерси и 30 декабря 1776 года перешёл реку Делавэр. Армия лорда Корнуоллиса вышла ему навстречу и встала лагерем в Трентоне. Ночью 3 января Вашингтон обошёл позиции Корнуоллиса, вышел к нему в тыл и столкнулся с отрядом подполковника Мохуда. Британцев удалось отбросить, но армия Вашингтона была так измотана маршем и сражением, что он отказался от последующих операций и отвёл армию на зимние квартиры. Сражения при Трентоне и Принстоне воодушевили население колоний и обеспечили приток новых рекрутов в Континентальную армию.

## Предыстория
В ночь с 25 на 26 декабря 1776 года генерал Вашингтон с отрядом в 2400 человек переправился через реку Делавер и утром 26 декабря атаковал британский отряд в городе Трентон. Около 100 гессенских солдат было убито и около 900 попало в плен. После сражения Вашингтон увёл отряд назад в Пенсильванию. 29 декабря он снова переправился через реку и занял оборонительную позицию в Трентоне. У его армии в это время заканчивались сроки службы и он обратился к солдатам с речью, призвав их прослужить ещё 6 недель за дополнительные 10 долларов. Большинство военных приняло его предложение. В тот же день Вашингтон узнал, что Конгресс присвоил ему на 6 месяцев широкие, почти диктаторские полномочия.
Узнав о том, что противник занял Трентон, британский генерал Корнуоллис выступил из Нью-Йорка с армией в 9000 человек. Прибыв в город Принстон, он оставил там отряд в 1200 человек пол командованием подполковника Моухуда, а 2 января 1777 года выступил из Принстона к Трентону с армией в 8000 человек, намереваясь атаковать отряд Вашингтона (6000 чел.) в Трентоне. Вашингтон выслал отряд стрелков, чтобы задержать наступление британцев, и в итоге британцы подошли к Трентону уже на закате. Корнуоллис попытался перейти реку Ассупинк-Крик и атаковать основную позицию Вашингтона, но три его атаки не удались. Около 300 человек было потеряно британцами при этих атаках. Тогда Корнуоллис решил дождаться утра. Считается, что он сказал: «Теперь-то мы поймали старого лиса. Утром мы его сцапаем».
Корнуоллис по какой-то причине не распорядился тщательнее разведать позицию противника и не выставил пикеты у своего левого фланга. Полковник Карл фон Доноп впоследствии утверждал, что он советовал Корнуоллису отправить отряд в леса за правым флангом американцев, чтобы те не смогли внезапно атаковать левый фланг британской позиции, однако Корнуолис не последовал его совету.

### Совещание в доме Дугласа
Ночью Вашингтон созвал военный совет, чтобы решить что предпринять. Неудача, предупредил он, может иметь фатальные последствия для армии. Можно было остаться на позиции и принять бой, или же отступить назад за реку, или же обойти фланг Корнуоллиса и атаковать британский отряд в Принстоне. Сам Вашингтон склонялся к атаке Принстона, а генералы Артур Сен-Клер и Джон Кадвалладер соглашались, что такой вариант возможен. Принимая это решение, Вашингтон думал не только о стратегии, но и о политических последствиях: позже он утверждал, что задумывал такой манёвр, который был бы менее всего похож на отступление.
Посовещавшись, офицеры единогласно высказались за атаку Принстона. Вашингтон приказал собрать всё излишнее армейское имущество и отправить его в Бёрлингтон, чтобы оттуда вывезти его в Пенсильванию. Грунт хорошо промёрз, и это позволяло легко перевозить артиллерию. К полуночи все обозы ушли в Бёрлингтон. Орудийные колёса было приказано обернуть тканью, чтобы по стуку колёс англичане не узнали про эвакуацию артиллерии. Вашингтон оставил на позиции 500 человек при двух орудиях, чтобы они поддерживали лагерные костры и работали лопатами, имитируя постройку земляных укреплений. К восходу солнца этот отряд должен был присоединиться к основной армии.

### Ночной марш

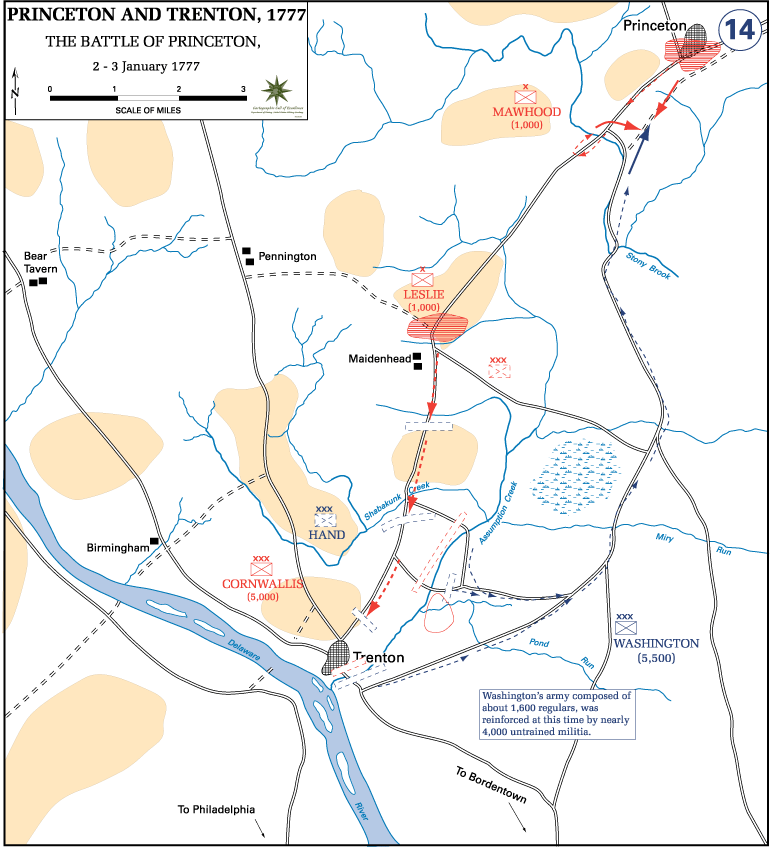
Ночной марш на Принстон.

К 02:00 вся армия Вашингтона двигалась по Квакер-Бридж-Роуд через селение, известное сейчас как Гамильтон-Тауншип. Было приказано двигаться в полной тишине. Среди солдат начались разговоры, что они окружены, поэтому некоторые бежали в Филадельфию. 12-мильный марш был трудным, через густые леса, местами по скользкому льду.
На рассвете армия Вашингтона подошла к реке Стоуни-Брук. За рекой дорога сворачивала влево и выходила к дороге Трентон-Принстон (Пост-Роуд) возле моста через Стоуни-Брук. Но имелась и ещё одна, старая, уже заброшенная дорога, которая шла правее основной, которая вела в Принстон через ферму Томаса Кларка. Эта дорога была невидима с дороги Пост-Роуд и позволяла незаметно подойти к городку. Вашингтон рассчитывал атаковать британские пикеты на рассвете, а сам город вскоре после, но он не укладывался в график: когда рассвело, он был всё ещё в двух милях от Принстона. Он поручил бригадному генералу Хью Мерсеру взять отряд в 350 человек, выйти к Пост-Роуд и разрушить мост через Стоуни-Брук, чтобы армия Корнуоллиса не смогла быстро вернуться в Принстон из Трентона. Около 08:00 основная армия Вашингтона повернула на заброшенную дорогу. Первой шла дивизия Джона Салливана (бригады Артура Сен-Клера и Исаака Шермана), за ними шли бригады Джона Кадвалладера и Даниеля Хитчкока.

### Марш Моухуда
Подполковник Моухуд вечером получил приказ взять 17-й и 55-й британские полки и присоединиться к армии Корнуоллиса в Трентоне утром. Он как раз двигался из Принстона в Трентон, когда его люди поднялись на холм около моста через Стоуни-Брук и увидели армию Вашингтона. Моухуд не мог оценить численность противника из-за лесистой местности, поэтому он послал гонца в Принстон, чтобы предупредить стоящий там 40-й пехотный полк. Затем он развернул оба свои полка и двинулся назад к Принстону. Генерал Мерсер узнал, что Моухуд движется к Принстону, и решил атаковать его, чтобы не дать выйти к Принстону, но вскоре осознал, что не успевает отрезать Моухуда от города, поэтому повернул назад, чтобы присоединиться к дивизии Салливана. Моухуд узнал о манёвре Мерсера. Он выделил часть 55-го полка и отправил её в Принстон, а остальной 55-й полк, 17-й полк и 5-й кавалерийский при двух орудиях повернул для атаки отряда Мерсера.

## Сражение
Моухуд приказал лёгкой пехоте нагнать и остановить Мерсера, а сам начал концентрировать остальные свои подразделения. Отряд Мерсера шёл через яблочный сад Уильяма Кларка, когда британская пехота настигла его. Первый залп британцев был дан слишком высоко, и это дало Мерсеру время на то, чтобы развернуть свой отряд и построить его в боевую линию. Перестроившись, американцы атаковали и отбросили британскую лёгкую пехоту, а затем заняли позицию вдоль ограды сада. В это время Моухуд подтянул свои основные силы и свои орудия. Началась перестрелка, которая тянулась около 10-ти минут. Многие американские стрелки были вооружены винтовками, которые заряжались дольше, чем британские мушкеты. Моухуд бросил свой отряд в штыковую атаку, и американцы, у которых не было штыков, обратились в бегство. Оба американских орудия были захвачены британцами и развёрнуты для стрельбы по противнику. Сам Мерсер был окружён, и от него потребовали сдаться, но он отказался. Британцам показалось, что они поймали самого Вашингтона, поэтому они закололи его штыками и бросили умирать. Командование американским отрядом принял полковник Джон Хэслет, но и он был застрелен наповал.
50 британских лёгких пехотинцев преследовали отряд Мерсера, когда на поле боя вышла бригада ополченцев численностью 1100 человек под командованием генерала Кадвалладера. Моухуд быстро собрал своих людей и построил их в боевую линию. В это время дивизия Салливана встретилась с частью 55-го полка, направленного в Принстон, и теперь не могла идти на поле боя. Кадвалладер попытался построить свою бригаду в боевую линию, но у его людей не было боевого опыта и даже базовых строевых знаний. Когда ополченцы увидели бегущий отряд Мерсера, многие из них запаниковали и тоже бросились в тыл.

### Прибытие Вашингтона

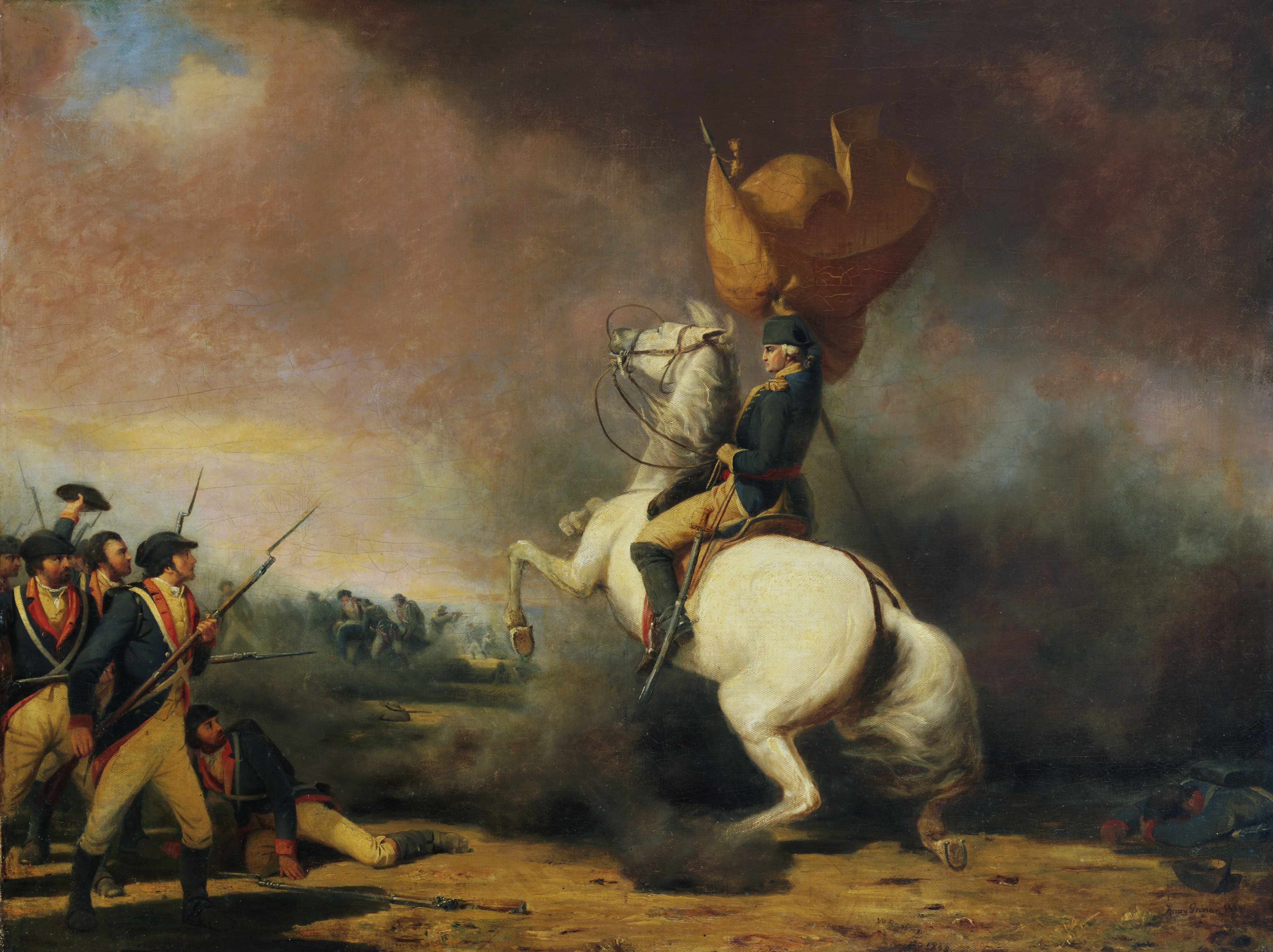
Вашингтон останавливает бегущих при Принстоне, картина Уильяма Ренни.

Схема второй фазы боя.

Когда отряд Кадвалладера побежал, американская артиллерия открыла огонь по британцам и на какое-то время смогла задержать их атаку. Кадвалладер сумел построить одну роту, которая дала залп по противнику, и бросилась бежать сразу после этого. В это время прибыл Вашингтон с вирджинскими континенталами и стрелками Эдварда Хэнда. Он приказал стрелкам и вирджинцам занять позицию правее холма, а затем отправился к бегущему отряду Кадвалладера. «Стрйотесь рядом с нами, храбрые парни! — крикнул он, — их там всего горсть, и мы быстро разделаемся с ними!». Под его руководством люди Кадвалладера построились в боевую линию. Когда подошли континенталы Новой Англии под командованием Даниеля Хитчкока, Вашингтон отправил их на правый фланг, к вирджинцам.
Вашингтон, со шляпой в руках, встал перед фронтом полков и взмахом руки дал команду наступать, и сам двинулся впереди пехоты. Он приказал подойти к противнику поближе, и подвёл пехоту на 30 шагов к британцам и приказал открыть огонь. В этот момент британская пехота дала залп. Джон Фицджеральд, адъютант Вашингтона, вспоминал, что закрыл глаза рукой, чтобы не видеть, как генерала убьёт, но когда дым рассеялся, Вашингтон всё ещё был на месте и призывал американцев к наступлению.
На правом американском фланге отряд Хитчкока дал залп по британцам и двинулся вперёд, обходя левый фланг британской позиции. Стрелки с винтовками постепенно отстреливали британских военных, а артиллерия вела огонь шрапнелью. Американская батарея капитана Джозефа Мулдера стояла правее дома Томаса Кларка и её огонь был весьма точен, в то время как британская артиллерия в тот день проявила себя плохо и всё время давала перелёты.
Хитчкок приказал атаковать, и британцы дрогнули. Они пытались спасти свои орудия, но американские ополченцы поддержали атаку, и Моухуд приказал отходить. Американцы преследовали их до дороги Пост-Роуд. Некоторые американские части, например, стрелки Хэнда, продолжили преследовать британцев по дороге, поэтому Моухуд приказал своим драгунам прикрыть отступление, но драгуны не смогли удержать позицию. Некоторые американцы преследовали противника до темноты, захватив некоторое количество пленных.
55-й пехотный полк отошёл к окраине Принстона, где Моухуд приказал ему войти в город и соединиться с 40-м пехотным. В это время 40-й полк занимал позицию за городом, у оврага. 55-й встал у него на левом фланге. Небольшой отряд был выслан вперёд, чтоб обстрелять американцев с фланга, но этот отряд был быстро разбит. На позиции у оврага британцы держались некоторое время, после чего часть отступила за Принстон, а часть отступила в здание, известное как Нассау-Холл. Александр Гамильтон вывел на позицию три орудия и обстрелял здание, после чего американцы бросились на штурм и выломали двери, и тогда британцы сдались. В здании сложили оружие 194 британских солдата.